# Ma Huihui
Pour les articles homonymes, voir MA.
Ma Huihui (en chinois : 马慧慧), née le 12 août 1989, est une joueuse de parabadminton chinoise concourant en SL4 pour les athlètes pouvant tenir debout ayant un handicap au niveau d'un membre inférieur. Elle détient un titre mondial (2019) et deux médailles paralympique (2021).

## Carrière
Ma Huihui est née avec une dislocation congénitale de la hanche.
Lors des Jeux paralympiques d'été de 2020, elle remporte la médaille de bronze en SL4 battant en petite finale la Norvégienne Helle Sofie Sagøy, deux sets à zéro.

## Palmarès

### Jeux paralympiques

#### En individuel
| Date | Lieu                               | Compétitrice      | Score      | Résultats |
| ---- | ---------------------------------- | ----------------- | ---------- | --------- |
| 2021 | Gymnase olympique de Yoyogi, Tokyo | Helle Sofie Sagøy | 21-2, 21-5 | Bronze    |

#### En double
| Date | Lieu                               | Partenaire   | Compétiteurs                          | Score        | Résultats |
| ---- | ---------------------------------- | ------------ | ------------------------------------- | ------------ | --------- |
| 2021 | Gymnase olympique de Yoyogi, Tokyo | Cheng Hefang | Khalimatus Sadiyah Leani Ratri Oktila | 21-18, 21-12 | Argent    |